# Wrath of the Titans
Wrath of the Titans (prt: Fúria de Titãs; bra: Fúria de Titãs 2) é um filme estadunidense de 2012, dos gêneros fantasia, aventura e ação, dirigido por Jonathan Liebesman e estrelado por Sam Worthington, Ralph Fiennes, Liam Neeson, Rosamund Pike e Bill Nighy.
Esta continuação de Clash of the Titans (e remake do Clash of the Titans de 1981) estreou em  março de 2012 e, assim como seu predecessor, passou por uma conversão para 3D na pós-produção.

## Sinopse
Uma década depois de derrotar o monstro Kraken, Perseu (Sam Worthington) leva uma vida pacata com seu filho Helius. No Monte Olimpo, porém, os deuses já não conseguem dominar os titãs, e uma guerra tem início.

## Elenco
- Sam Worthington como Perseu, o semideus filho de Zeus.[8]
- Ralph Fiennes como Hades, Deus do mundo inferior.[8]
- Liam Neeson como Zeus, o rei dos deuses e governante do Monte Olimpo.[8]
- Danny Huston como Poseidon, Deus do Mar.[8]
- Édgar Ramírez como Ares, Deus da Guerra.[8]
- Bill Nighy como Hefesto, Deus do Fogo.[8]
- Toby Kebbell como Agenor, ladrão e filho de Poseidon, que se junta a Perseu em sua jornada para o Tártaro.[8]
- Rosamund Pike como Andrômeda, agora rainha de Argos.[8]
- John Bell como Helius, filho de Perseu e Io.
- Lily James como Korrina
- Martin Bayfield como Ciclope
- Spencer Wilding como o Minotauro
- Matt Milne como o Guarda de Elite 1

## Filmagens
As filmagens começaram em março de 2011 e terminaram cerca de um ano depois. Os locais de filmagens incluem Londres e, posteriormente, teve locações em Surrey, País de Gales e em Tenerife, nas Ilhas Canárias da Espanha. Inicialmente o filme seria rodado usando câmeras digitais 3D, mas, como o diretor Jonathan Liebesman não ficou satisfeito com os testes realizados, optou por rodar o filme em película e, posteriormente, convertê-lo para o formato 3D. Quatro estúdios diferentes lidaram com os efeitos visuais.